# Adam Galos
Adam Galos (* 22. Juli 1924 in Krakau; † 11. April 2013 in Breslau) war ein polnischer Historiker. Er war Professor an der Universität Breslau (Fakultät für Pädagogik und Geschichte). Sein Forschungsgebiet war die deutsche Geschichte im 19. und 20. Jahrhundert und die Geschichte Galiziens.
An der Universität Wrocław wurde unter Ewa und Karol Maleczyński das Institut für Geschichte (Instytut Historyczny
Uniwersytetu Wrocławskiego) geschaffen. Darin hatte man 1974 ein Zentrum der Deutschlandforschung errichtet, was sich mit der Bewertung schlesischer Geschichte und der deutsch-polnischen Beziehungen befasste. Zum Kreis der damit betrauten Wissenschaftler gehörte auch Adam Galos.
In der Zeit von 1969 bis 1972 und von 1981 bis 1985 leitete Galos das Institut für Geschichte an der Universität Breslau.

## Ausgewählte Werke
- Rugi pruskie na Górnym Śląsku (1885–1890). In: Sobótka. Bd. 9, Nr. 1, 1954, ISSN 0209-1704, S. 56–107 (Preußische Vertreibung in Oberschlesien 1885–1890).
- mit Władysław Czapliński und Wacław Korta: Historia Niemiec. Zakład Narodowy Imienia Ossolińskich Wydawnictwo, Wrocław u. a. 1981, ISBN 83-04-00444-5 (Wydanie 2 poprawione. ebenda 1990, ISBN 83-04-03058-6), (Geschichte Deutschlands).
- als Herausgeber mit Marianna Borysiak: Dawna kultura literacka na Śląsku. Zbiór studiów. Wydawnictwo „Mimex“, Wrocław 1994, ISBN 83-901226-0-X (Die alte literarische Kultur in Schlesien. Eine Sammlung von Studien).
- als Herausgeber mit Krystyn Matwijowski: Śląsk, Polska, Niemcy (= Acta Universitatis Wratislaviensis 1100, Historia 74). Wydawnictwo Uniwersytetu Wrocławskiego, Wrocław 1990, ISBN 83-229-0430-4 (Schlesien, Polen, Deutschland).